# Avenue de l'Opéra (film)
Avenue de l'Opéra je francouzský němý film z roku 1900. Režisérkou je Alice Guy (1873–1968). Film trvá zhruba jednu minutu a je volným dílem.

## Děj
Film zachycuje život v pařížské ulici Avenue de l'Opéra. Pro komický charakter je promítán pozpátku. Pro dnešního diváka však spíše vzbuzuje větší pozornost dokumentární aspekt filmu než ten komický.
Ve filmu je vidět koňský povoz a mnoho chodců. V pozadí je vidět Palais Garnier.